# Palacio del Kan de Bajchisarái
El Palacio del Kan de Bajchisarái (en ruso: Ханский дворец в Бахчисарае; en ucraniano: Ханський палац у Бахчисараї) se encuentra en la localidad de Bajchisarái, República Autónoma de Crimea (Federación Rusa) . 
Fue construido en el siglo XVI y se convirtió en el hogar de una sucesión de gobernantes de Crimea. El recinto amurallado contiene una mezquita, un harén, un cementerio, los espacios para habitaciones y áreas de jardines. El interior del palacio se ha decorado para reflejar el estilo tradicional del siglo XVI de los tártaros de Crimea. Es uno de los palacios construidos por los musulmanes que se encuentran en diversas partes de Europa, los otros más conocidos son el Palacio Topkapi, el palacio de Dolmabahçe, el Palacio de Yıldız, el palacio de Aynalikavak, el palacio de Edirne, el Palacio de Beylerbeyi, el palacio de Çırağan en Turquía y la Alhambra en España.